# Santo Anastácio (ort)
Santo Anastácio är en ort i Brasilien.   Den ligger i kommunen Ribeirão dos Índios och delstaten São Paulo, i den södra delen av landet, 800 km sydväst om huvudstaden Brasília. Santo Anastácio ligger 395 meter över havet och antalet invånare är 17 233.
Terrängen runt Santo Anastácio är platt. Santo Anastácio är det största samhället i trakten. 
Trakten runt Santo Anastácio består i huvudsak av gräsmarker. Runt Santo Anastácio är det glesbefolkat, med 10 invånare per kvadratkilometer.